# Odontria cinnamomea
Odontria cinnamomea är en skalbaggsart som beskrevs av White 1846. Odontria cinnamomea ingår i släktet Odontria och familjen Melolonthidae. Inga underarter finns listade i Catalogue of Life.